# General Juan Madariaga
General Juan Madariaga es la ciudad cabecera y único centro poblacional del partido homónimo, en el sudeste de la provincia de Buenos Aires, 
Argentina.

## Clima
El clima predominante es el templado oceánico.
Durante el transcurso del año, la temperatura generalmente varía de 4 °C a 26 °C y rara vez baja a menos de -1 °C o sube a más de 32 °C. Los datos climatológicos proporcionados no son oficiales, ya que no se cuenta con una estación meteorológica en la ciudad. Los datos son promedios de las estaciones más cercanas.

## Historia

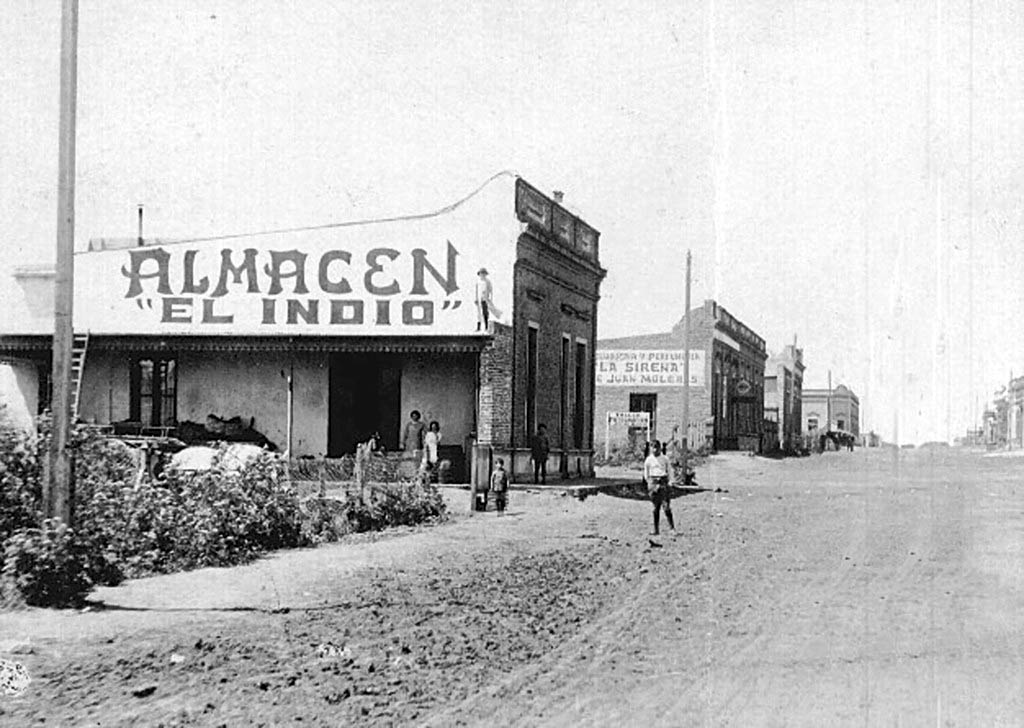
Calle de General Madariaga (aún de tierra) en 1918.

Hacia 1876, ya instaladas las autoridades en el propio territorio que debían administrar, la Comisión Municipal que presidía Enrique Tejerina realizó consultas con los vecinos para encarar la creación de un pueblo, ya que en todo el partido no existía un núcleo urbano donde asentar el gobierno local y crear un centro de actividad comunal. Otros nuevos partidos, creados por la misma ley que originó al del Tuyú, tenían todavía vastas extensiones fiscales y fue fácil reservar la superficie necesaria para trazar pueblos, con todos los atributos urbanos que prescribían las normas urbanísticas tradicionales que el Departamento Topográfico y su sucesor, el Departamento de Ingenieros, mantenían en vigencia; pero el partido de Tuyú carecía totalmente de tierras fiscales por lo que se hacía forzoso comprar, expropiar o movilizar la tierra necesaria, como se hizo en otros partidos, o bien quedar al arbitrio de algunos de los propietarios y esperar a que él mismo tomara la iniciativa de crear el pueblo.
Nada de ello ocurrió en el Tuyú durante los primeros treinta y dos años de existencia autónoma y así, dos generaciones enteras de vecinos tuvieron que contemplar el espectáculo de una Municipalidad trashumante que debía fechar sus actuaciones y documentos en distintos parajes del Partido y siempre en terrenos que no eran del pueblo.
Diez años después de creado el Partido, la Comisión Municipal de 1876, haciéndose eco de esa preocupación, elevó ese mismo año el pedido al Gobierno de la Provincia para que procediera de acuerdo con la ley, a reservar cuatro leguas cuadradas* y trazar de inmediato un pueblo; señalaba en ese petitorio, como más conveniente para el lugar, el denominado "Lomas de Machado", cerca de la estancia de los Cabrera, al sudoeste del partido.
El 27 de febrero de 1882, o sea a los seis años de la anterior gestión infructuosa sin que el Gobierno de la Provincia (tan decisivo en la creación de otros pueblos cabeceras de partidos creados por Ley de 1885) ni, por otra parte, ningún propietario de grandes áreas hubiera tomado la iniciativa, el juez de paz Teodoro Serantes eleva un nuevo petitorio a las autoridades provinciales haciendo resaltar la injustificada mora incurrida en el desarrollo urbano.
En esa presentación se ponía de manifiesto la falta de interés de los grandes propietarios por el futuro progreso de la comunidad humana que vivía en el partido, recalcando que de las 104 leguas que abarcaba el territorio de aquel, 90 leguas (el 86 %) estaban en manos de solo ocho terratenientes.
El 14 de julio de 1882, el Gobierno Provincial comunica al juez de paz que queda autorizado a realizar los estudios necesarios para elegir el sitio del futuro "pueblo del Tuyú", y posteriormente a presentar los planos de trazado definitivo. La Comisión Municipal aprovechó antecedentes sobre nivelaciones realizadas para el estudio de los desagües de la provincia en 1881, por los ingenieros Francisco Lavalle y Juan B. Médici (los mismos que como empresa constructora fueron adjudicatarios de trabajos en el puerto de La Plata) y complementándolos con perforaciones y análisis de suelos encargados a técnicos especialistas aprobó la recomendación de elegir como sitio del futuro pueblo un lugar en el ángulo noroeste de la propiedad de Hortensio Aguirre y así lo comunicó al Gobierno Provincial.
Sorpresivamente, el 26 de septiembre de 1882, la Legislatura provincial dicta una ley creando un pueblo en el partido de Tuyú pero señalando como sitio, no el que eligiera la Comisión Municipal, sino un lugar ubicado en parte, sobre los de Anchorena, en las proximidades de la actual estación Juancho. El historiador Rafael P. Velázquez señala que no ha encontrado constancias de un comentado viaje del Gobernador Dardo Rocha para colocar la piedra fundamental del nuevo pueblo, pero afirma que sitio era el paraje llamado "San Martín", en los Montes Grandes de Juancho, que entonces tenían 28 leguas cuadradas y pertenecían a los herederos de Felicitas Guerrero de Alzaga.
Transcurren otros dos años sin novedad y en 1884 vuelve a peticionarse al gobierno, esta vez con un memorial firmado por numerosos pobladores sin que aquel reaccione.
Nada sucede en materia urbanística en el partido del Tuyú mientras la línea del ferrocarril del Sud, arrancando del empalme en Gral. Guido va a atravesar todo el partido, y está por llegar al paraje conocido como "El Divisadero" donde Senillosa y Gutiérrez colocaron el mojón de arranque de la mensura en 1824, cuando exploraron la comarca como integrantes de la Comisión Demarcadora.
Por fin, después de 32 años de inoperancia oficial, fue el propietario del campo "La Esperanza", Benjamín Zubiaurre quién tomó la iniciativa.
Recién llegado de un viaje a Europa, ese mismo año presentó ante el Gobierno una solicitud para trazar parte un pueblo en la esquina suroeste de su propiedad, donde el ferrocarril había proyectado la estación Divisadero.
El Gobierno provincial con fecha 14 de octubre de 1907 aprobó la elección del sitio y el plano de trazado parcial del pueblo, que comprendía la planta urbana y un sector de quintas y chacras, fijando el nombre oficial "Pueblo y Colonia Divisadero", el cual se cambia en 1910 por el de "Pueblo de Juan Madariaga", denominándose hoy "Ciudad de Gral. Juan Madariaga".
Crecería en el tiempo con aportes de la familia Madariaga, y recibiría contingentes de otras regiones que acrecentarían su progreso. En la región, cabe destacar el aporte de la gente de Gral. Lavalle (Ajó), algunos que se fueron con sus casas de madera a cuestas.

## Población
Cuenta con 18,089 habitantes (Indec, 2010), lo que representa un incremento del 8% frente a los 16,763 habitantes (Indec, 2001) del censo anterior.
| Gráfica de evolución demográfica de General Juan Madariaga entre 1947 y 2010 |
|                                                                              |
| Fuentes: INDEC                                                               |

## Transporte

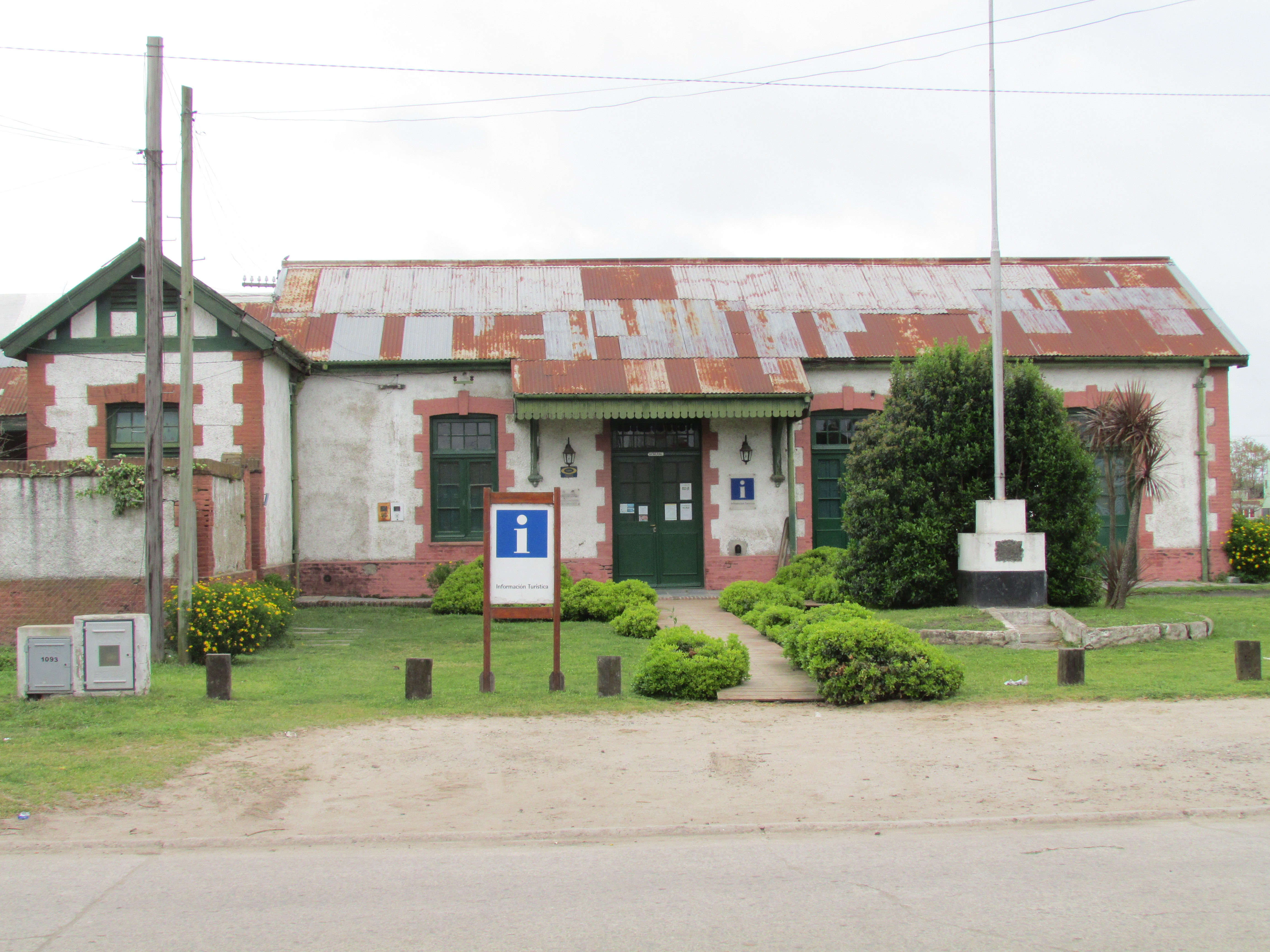
Frente de la estación General Madariaga.

Su conexión a la red vial se da a través de la Ruta Provincial 74 que empalma con la Autovía RP 2, o la Ruta Provincial Interbalnearia 11, o la Ruta Provincial 56.
Existen diversos servicios de ómnibus que la conectan con ciudades como Buenos Aires, La Plata, Mar del Plata, Pinamar, Villa Gesell, Mar de Ajó, Ayacucho, Tandil y Bahía Blanca.
Cuenta también con una estación de ferrocarril estación de ferrocarril que funciona como parada intermedia del servicio que une las estaciones General Guido y la estación Divisadero de Pinamar.

## Museos
Museo Histórico del Tuyú
Creado mediante Ordenanza N.º 120 de 1985, la que en su artículo 1.º expresa: “…créase un establecimiento dedicado a la búsqueda, obtención, concentración, conservación, restauración, estudio y valoración de documentos, objetos y cualquier otro elemento útil para el conocimiento de la historia del actual Partido de General Madariaga, con el propósito de su exhibición al público”
El Museo fue instalado en el edificio de la Estación de Ferrocarril de General Madariaga, que desde 1978 se encontraba sin uso. La inauguración se llevó a cabo el 8 de diciembre de 1986 y la muestra se conformó con objetos donados por las familias de la ciudad. En 1994, con la reinauguración del ramal ferroviario Buenos Aires – Madariaga, la Empresa Ferrobaires solicitó la devolución del edificio de la Estación; por lo que se redujo la muestra a una sola sala de exhibición.
El terreno donde se encuentra actualmente el museo fue comprado el 8 de diciembre de 1907, día del primer remate de tierras, por el Sr. José María García Canedo, proveniente de Dolores. Este sector de la ciudad fue asignado como de las quintas y solares. Esta quinta tenía 6 hectáreas y se extendía hasta las vías del ferrocarril hacia el Oeste y hasta la actual Av. Buenos Aires hacia el Este. 
La casa fue construida en el año 1915 por el matrimonio García Canedo – Urruty, quienes vivieron en ella durante varios años con sus diez hijos.
Con el transcurso de los años, la casa pasó a manos de la familia Santos y en la década de 1940 al matrimonio integrado por Victorina Fernández y José Gómez, cuyos hijos (Alberto, Almanzor, Luis, Ricardo y José) realizaron el traspaso del inmueble al Municipio en el año 2005 
El terreno posee actualmente una superficie de 2400 m². A partir del año 2006 se realizaron trabajos de recuperación del edificio que comprendieron la restauración de pisos y techos, paredes, patio, puertas, ventanas, aljibe, fachada, excusados; y la construcción de sanitarios para el público, instalación de redes de gas y agua, sistemas de iluminación adecuados a las necesidades del museo y la adaptación de una sala para ser utilizada como depósito – reserva – taller.
La casa posee un patio central descubierto con galería y habitaciones conectadas entre sí. Conserva los pisos y techos originales de pinotea, así como también los zócalos, puertas, ventanas, baldosas y los baños con los artefactos originales.
El nuevo edificio permitió que el museo ampliara su espacio expositivo, contando en la actualidad con 6 salas de exposición permanente y 2 salas para muestras temporarias, además de la Sala Temática dedicada íntegramente a Argentino Luna.

El museo está ubicado en Martìnez Guerrero 1649
Museo Paleontológico Tuyú Mapu
El Museo Paleontológico fue inaugurado el 18 de mayo de 2010 en las instalaciones de la Ex Usina Eléctrica de ESEBA como iniciativa del Director de Cultura en ese momento, el Dr. José María Lorenzo. El proyecto fue ideado como parte de una política cultural que busca igualar las oportunidades de todos los integrantes de nuestra comunidad, en la capacitación y adquisición de conocimientos.
El descubrimiento, tras años de investigación, de un fósil completo en la zona además de distintos fragmentos pertenecientes a otros cuerpos, fue el desencadenante de la necesidad de generar un espacio en la localidad dónde mostrar públicamente estos hallazgos de importancia tanto para la comunidad madariaguense como para sus visitantes. Este primer cuerpo fósil que pudo armarse en su totalidad pertenece a un Gliptodonte, que ha logrado transformarse en parte de la identidad local.
El nombre del Museo amalgama dos vocablos: TUYÚ, es el nombre con el que los originarios guaraníes denominaban a estas tierras que significa barro, pantano; MAPU es un término de origen mapuche y se traduce como Tierra.
El museo, que actualmente es atendido por los entusiastas paleontólogos que participaron de estos primeros descubrimientos, está ubicado en Av. Martínez Guerrero y 25 de Mayo. Tel. (02267) 55-0351

## Estatuaria y monumentos
- Al Gral. Juan Madariaga: frente al Palacio Municipal
- Al Gral. José de San Martín: en la plaza homónima, frente al Templo Parroquial
- A la Madre: en la plaza Gral. San Martín
- A los primeros pobladores: en el Parque Juan Anchorena
- Al Gaucho: en el Parque Juan Anchorena
- A La Biblia: en el Parque Juan Anchorena
- Tótem en homenaje a nuestras Raíces Indias: en el Parque Juan Anchorena
- Escultura del Logo de la Pasión según San Juan: en el Parque Juan Anchorena
- A Manuel Belgrano, Alberti, Domingo F. Sarmiento, Mariano Moreno, Bartolomé Mitre, B. Rivadavia, C. Saavedra<>>: en la Avenida San Martín.
- A Benjamín Zubiaurre (fundador de la ciudad): en el Parque del Palacio Municipal
- Al Dr. Carlos Madariaga (benefactor de la ciudad): en Rivadavia y Dr. Carlos Madariaga
- A Carola Lorenzini: en el Aeroclub de Madariaga
- Del Rotary Club Gral. Madariaga: en la Rotonda Isaac Melón Gil
- Altar Virgen de Luján: en Illia y Pellegrini.
- A Martín Fierro: en la Plaza de la Tradición Nacional
- Arco de ingreso a la ciudad: en la RP 74, entrada a la ciudad
- Monolito Signo Parroquial del Jubileo: en Av. Buenos Aires frente al Hospital Municipal
- A los héroes de la Guerra de Malvinas y Atlántico Sur: en Av. Buenos Aires y Av. San Martín
- Al Bombero: en Av. Buenos Aires y Martínez Guerrero
- A la Mujer: Escultura ¨Belleza de Mujer Anónima¨ en Av. Buenos Aires y Echeverría (Hospital)
- A Argentino Luna: Busto a la izquierda del Palacio Municipal en Yrigoyen 347.
- Imagen Cristo: en la ruta 56, por la entrada a la ciudad. Realizado esta escultura por Fernando Pugliese.

## Espectáctulos
La Pasión Según San Juan
Madariaga cuenta con una gran distracción que se lleva a cabo en Semana Santa cada año. 
La Pasión Según San Juan rememora la pasión, muerte y resurrección de Jesucristo en un espectáculo al aire libre con una importante puesta de luces y sonido sobre el imponente escenario enmarcado en el Parque Juan Anchorena. El montaje integra el teatro, la música y la danza en una galería de cuecas, candombes, triunfos, milongas, galopas y chacareras que hacen de la Pasión una obra única.
El elenco está formado por más de 300 personas “del pueblo” que durante una hora y media, se desplazan por el escenario “Coco Degen”  y entre el público, representando las diferentes etapas de la Pasión de Cristo. Sin duda un marco de auténtica participación del pueblo que considera a la Pasión como uno de los hechos más importantes que se llevan a cabo en Madariaga, gracias a la colaboración de toda una comunidad.
Declarada de Interés Municipal, de Interés Turístico Provincial y Nacional, de Interés Legislativo por la Cámara de Diputados de la Provincia de Buenos Aires. Desde el 2005 integra el “Calendario de Turismo Religioso” de la Secretaria de Turismo de la Nación; y forma parte de la propuesta “Turismo de la Fe” de la Secretaria de Turismo de la Provincia de Buenos Aires.
Obra musical de Alejandro Mayol con la interpretación y arreglos a cargo del grupo musical La Fuente.
"Fiesta Nacional Del Gaucho"
Desde 1972 se realiza en General Madariaga La Fiesta Nacional Del Gaucho, que es una fiesta popular que tiene por finalidad exaltar la figura del Gaucho y ayudar a mantener viva la tradición del mismo, como una forma de rendirle homenaje al habitante de los Pagos Tuyuseros.
En 1977 el Gobierno de la Provincia de Buenos Aires resolvió la provincialización de la Fiesta del Gaucho. En 1988 obtiene el reconocimiento de Nacional de la Fiesta del Gaucho, en 1990 es declarada de interés cultural en la Provincia de Buenos Aires. En 1996 se obtiene el Registro de Marca del emblema y nombre de esta Fiesta bajo el N.º 1.605.704.
Evento que se realizan en el transcurso del año:
Fiesta del 25 de Mayo: 
Anualmente la fecha patria es celebrada por la Asociación Civil Fiesta Nacional del Gaucho con una Fiesta Criolla
Festival Coplas Madariaguenses:
Se convocan todos los autores madariaguense a un festival donde presentan temas inéditos, participando más de cuarenta escritores, de los cuales seis son seleccionados para participar del Festival Mayor de la Fiesta.
Pre festival Folclórico “Buscando Nuevos Valores”
En noviembre se concreta este evento, donde participan en los rubros Solista vocal femenino y masculino, solista surero, recitador tradicional, dúo o conjunto.
Festival Hípico:
Tradicionales carreras de potrillos con competidores de toda la Provincia.
Noches de Fogones:
Vecinos e instituciones se auto convocan realizando fogones populares en las calles de nuestra ciudad. Auténtico festejo popular con tradicionales asados, números folclóricos y bailes.
Desfile de Modas:
Tiene por finalidad presentar a toda la comunidad a las jóvenes que se postulan para el título de Flor del Pago y Buenas Mozas. Se realiza al aire libre en el Polideportivo Municipal.
Actividades Culturales:
Durante el transcurso de la Fiesta se realizan ferias artesanales con representantes locales y de todo el país; exposiciones de pinturas, esculturas, fotografías,  encuentros de murales, cerámicas. 
“Abriendo Tranqueras”
Se inicia con el traslado de la Virgen de Luján desde el Centro Tradicionalista hasta el Parque Juan Anchorena en una procesión con delegaciones a caballo y carruajes antiguas, al llegar se realiza un homenaje al Gaucho. Posteriormente se concreta con “Abriendo Tranqueras a los Cuatro Rumbos”. Se realiza la Misa de Campaña y el tradicional Pericón Nacional.
Espectáculos Artísticos:
Son convocados artistas locales y regionales, y los destacados grupos de danzas folclóricas del lugar, habiendo participado de esta Fiesta artistas de renombre nacional como:
Los Chalchaleros, Horacio Guaraní, Soledad, Luciano Pereyra, Los Nocheros, Orlando Vera Cruz, Mercedes Sosa, Fabricio Rodríguez, Sin Ensayo, Argentino Luna, Canto Cuatro, Dúo Coplanacu, etc.
Elección de la Flor del Pago:
La Fiesta Nacional del Gaucho a diferencia de otras no es representada por una reina y sus princesas, sino que distingue a quienes son elegidas con el título de Flor del Pago y a sus acompañantes como primera y segunda Buenas Mozas. A la Flor del Pago la distingue un sombrero Gaucho, y las tres representantes tienen un poncho pampa cruzado sobre los hombros.
Exposición Rural de Ganadería, Granja, Industria y Comercio
Se realiza en el Predio Ferial en kilómetro 4 de la ex-ruta 56. La asociación Rural de General Madariaga fundada el 4 de mayo de 1941 es la encargada de la realización de esta exposición que alcanzó su ápice con el   
festejo de 50 aniversario en el año 2003, y esperando para las subsiguientes un éxito similar.
Esta cuenta con: Patio de comidas, artesanos, pilcheros, 120 stand comerciales, automotrices, maquinaria agrícola, dinámica de siembra, pruebas de manejo, charlas-conferencias, recreación, exposición de arte y más.
Fiesta del Kiwi
Es un evento que congrega a productores y artesanos regionales, que tiene lugar en el Paraje Macedo, a 30 km, al sur de General Madariaga (por camino de tierra).Y a 25 km de Villa Gesell (por camino al aeropuerto, también por tierra), y se realiza en el mes de mayo. 
Esta fiesta ya es un clásico en la región y una fecha importante dentro del calendario de festividades locales. 
En la fiesta del kiwi se realizan visitas guiadas a las plantaciones del mismo con explicaciones del proceso de plantaciones del mismo con explicaciones del proceso de plantación y cultivo del kiwi. Se exhibe desde mosaiqueria hasta cuero y madera, además de lo que tiene que ver con los agricultores familiares y los huerteros y distintas frutas, entre ellas por supuesto el kiwi, en dulces y almíbar. También hay platos típicos, tradiciones y música. Es una fiesta completa para pasar un hermoso día en un bonito lugar.

## Artesanos Madariaguenses
La asociación de “Artesanos Madariagenses” es un grupo de artesanos que se reúnen para participar y organizar ferias artesanales. 
Previamente para entrar a este grupo se fiscaliza (Se comprueba que el producto sea realmente hecho de forma manual, por la persona que va a venderlo) para confirmar si esta persona es un artesano, manualista, armador o revendedor. El grupo incorpora artesanos y manualistas pero no revendedores.
Ellos no tiene un lugar fijo de feria por eso crean sus ferias: de Semana Santa, de Navidad, entre otras. Y se acoplan a diversas fiestas del lugar como: Fiesta del gaucho, Fiesta del kiwi, etc.

## Las ferias
Las ferias los Artesanos
Es un espacio que convoca a los artesanos locales y de localidades cercanas a exponer y vender sus artesanías durante un tiempo determinado. Este movimiento fue impulsado por la secretaria de cultura de la municipalidad local. 
A cada artesano se le brinda un puesto. Cada puesto tiene un rubro que puede ser; 
De artesanos en: Vitrofusión, Cerámica, cuchillería, Macramé, telar, etc.
y además artesanos con oficios de: herreros, plateros, talladores, sogueros, hilanderas, etc.
y otros que son manualistas, que trabajan con; porcelana fría, costura, papel mache, etc.

También se venden comidas típicas como las empanadas, pasteles, tartas y muchas cosas más.

La feria de los huerteros
El Área de Producción de Gral. Madariaga generó un espacio en donde cada familia que tiene huerta puede vender sus productos. En esta feria se venden frutas, verduras y hortalizas de estación, además de huevos.

## Instituciones
Instituto “San José”
Esta escuela se enraizó en la comunidad de General Juan Madariaga hace 79 años cuando la Orden de Religiosas Hermanitas de San José de Montgay – Lyon decidió convertirse en hija adoptiva de este terruño.
En 1928, cinco religiosas de esta congregación concreta la obra e inician los estudios de enseñanza primaria, formándose al mismo tiempo el Taller Vicentino que calza y viste a las niñas asiladas.
Entre 1934 y 1937 se inician nuevas obras en terrenos donados por el Sr. Antonio Latuf. En 1939, se consigue implantar la Enseñanza Secundaria con la incorporación del primer año del Liceo Nacional.
Desde 1944 posee la incorporación a la Alianza Francesa y a la Cultural Inglesa. Existieron talleres de lencería, tejido a mano y en telar. Se dictaron clases de Corte y Confección, incorporadas al Sistema Mendía, trabajos manuales y pintura.
En la actualidad posee tres niveles educativos con un total de 782 alumnos, y su objetivo fundamental como escuela Católica no es otro que contribuir a la formación de la persona como ser único e irrepetible, respetuoso, merecedor de la Libertad y con pleno derecho a la Felicidad.

Grupo Scout de General Juan Madariaga
Es un movimiento educativo para jóvenes que está presente en 155 países y territorios, con aproximadamente 28 millones de miembros en todo el mundo.
En General Madariaga comienza a manifestarse en la década del ’50, con alguna interrupción llegando a la década del ’70 con un gran auge, y la formación de un grupo muy numeroso de Scout y Guías.
A partir del año 1994 el Grupo Scout de esta ciudad festeja sus aniversarios todos los 25 de marzo, día en que Scout de Argentina aceptó por resolución su incorporación al nuevo movimiento.
El pañuelo que los identifica es de color verde con borde rojo que simboliza la naturaleza y la fruta del tala árbol característico de esta región.
Actualmente se cuenta con un grupo numeroso de personas entre niños y adultos. El grupo pertenece al Distrito N.º 5, formado por Santa Teresita, San Bernardo, Mar de Ajó, Pinamar, Villa Gesell y Gral. Madariaga; Zona N°17 Mar del Plata, todos en “Scout de Argentina” dentro del Movimiento Scout Mundial.

Cabalgatas nocturnas y pesca deportiva
La ciudad de Gral. Juan Madariaga, luce mucho más su belleza a la luz de la luna. Para ello, dos amigos emprendieron una institución independiente que le brinda a los turistas la posibilidad de conocer más a fondo parte de los campos y la laguna más linda del país; Blas Gómez (guía de pesca) y Ramón Rubio (apadrinador a pelo limpio) son los cofundadores de esta institución. Para más consultas dirigirse a la oficina de turismo frente a la plaza principal.

## Escuelas
Escuela Municipal de Bellas Artes Divisadero 
Esta escuela año a año tiene gran cantidad de talleres, para todas las edades.
La escuela tiene abierto los talleres desde abril a noviembre.
Alguno de sus talleres son: Soguería, Cerámica, Teatro, Danzas Folclóricas, Tango, Ritmos Latinos, Macramé, Tallado en madera, Telar, Coro para adultos y niños, Percusión, Guitarra y Piano.

 Escuela de Arte 
La Escuela de Arte de Gral Madariaga, ofrece a la comunidad local, de Pinamar, Villa Gesell y Municipio de la Costa, la posibilidad de cursar carreras con salida laboral real, dado que en las escuelas de las localidades antes mencionadas, no se dispone, en general,  de personal con título para cubrir los cargos de Artística y quienes se desempeñan como docentes, cuentan con títulos no oficiales.
En sus inicios funcionó como anexo del Conservatorio de Música anexo de Tandil desde 1989, posteriormente Conservatorio de Música de Gral. Madariaga, de donde egresaron Maestros y Profesores de Educación Musical, luego en el año 1996 se transformó en Escuela de Arte.
Desde 1996 y hasta el 2002 diversos motivos impidieron la apertura de carreras, con lo cual la escuela corrió serio riesgo de cierre. 
En ese entonces contaba sólo con la oferta educativa de FOBA, iniciación musical y ciclo medio, por esta razón es que durante un largo período no hubo egresados. En 2003 se abre la carrera de profesorado en Música Popular y prof. en Artes Visuales.
Se reciben en 2006,  nueve alumnos de Prof. en Música con orientación instrumento en Música Popular y seis alumnas de Prof. de Artes Visuales para el nivel inicial, EPB 1 y 2.Dado el crecimiento de la Escuela, se gestiona la construcción de dos aulas estrenadas recientemente.
Su Sede es el edificio de la antigua Sociedad Española de Socorros Mutuos, sita en la calle Dr. Carlos Madariaga 465, General Juan Madariaga Pcia. de Bs.As.
Carreras:
•	Profesorado en Artes Visuales
•	Profesorado en Música
•	Profesorado en Danzas Folklóricas
•	Profesorado en Teatro
•	Tecnicatura en artes del fuego (Orientación Cerámica)
•	Tecnicatura en música (orientación Saxo)
En 2007 se incorpora la Tecnicatura en Artes del Fuego y el siguiente año la FOBA para la Tecnicatura en instrumento saxo y la FOBA en Danzas.

## Estancias
Estancia "La Unión"
Las primeras referencias sobre lo que constituyó el campo "LA UNION" provienen de una mensura realizada hacia el año 1813, como consecuencia de una denuncia ante en gobierno expuesta por don Rristan Nuñez Valdez, quien tomó posesión y amojonó el campo ese mismo año. En el año 1825 lo vendió a Don José Antonio Capdevilla. La mencionada mensura determinó que el campo que se adjudicaba al Sr. Nuñez Valdez media legua y media de frente por dos y media de fondo, diligencia que realizó el llamado Juez Piloto don Carlos Suárez. Finalmente, en el año 1829 Don José María Peña adquirió el referido campo, dándole gran impulso a la explotación del mismo, que por sucesivas adquisiciones linderas llegó a integrar 15.000 has.
Según el historiador Rafael P. Velázquez en el año 1824 fue organizada una Comisión presidida por don Juan Manuel de Rosas, a quien acompañaron para hacer nuevas observaciones astronómicas y revelamientos topográficos, en ingeniero don Felipe Senillosa con personal de ayudantes técnicos a sus inmediatas órdenes. Data esa época y de ese viaje la mensura que hizo Senilloza en el campo "LA UNIÓN"
El selo Pena, uno de los vecinos más destacados y progresistas, nació en Buenos Aires en 1805, desde su juventud se dedicó a tareas rurales y conjuntamente con su hermano Juan Bautista, trabajo en la estancia "Espuela Verde" situada en los Pagos de "Montes Grandes", la misma que luego cambiaría su nombre por "LA UNIÓN"
El señor Peña luchó tenazmente en una época de sacrificios, en continua amenaza de los Indios que repetidamente atacaron la estancia, dando lugar a sangrientos hechos. Por su acción meritoria recibió en 1827 el grado de Subteniente de la Compañía de Artillería del 1.º Batallón del Regimiento de Milicia Activa.
En sus últimos años, Peña se preocupó por mejorar la calidad del ganado de sus campos adquiriendo reproductores en Europa. Los caballos criollos de "LA UNIÓN" llegaron a ser famosos y aún se recuerdan por los conocedores de la raza. Luego mestizo sus equinos con percherones. Sus productos eran los preferidos para el uso de los tranvías en Buenos Aires.
Por aquellos años la comandancia de Monsalvo abarcaba una gran extensión y quedaban en su ámbito los partidos de General Lavalle, Maipú, General Madariaga, Mar chiquita, General Pueyerredon, General Alvarado, Balcarce, Loberia y parte de Ayacucho.
"LA UNIÓN" por aquel tiempo era uno de los centros de más prestigio, y el gobernador de General Juan Ramón Barcarce en el año 1832 designa a don José María Peña (reemplazador al Sr. Barrios), como nuevo juez de paz, deteniendo a su cargo grandes responsabilidades, pues era simultáneamente Comisario de Monsalvo, Sargento Mayor y Comandante en Jefe de Quinto regimiento de Caballería, de gloriosa memoria pues fue el Cuerpo Militar conocido en la historia y en la literatura, como el de los "Colorados re Rosas"
Entonces había que mandar cada ocho días desde Tuyu un chasque a Chascomus a buscar los periódicos y la correspondencia en general. Estos chaqueos salien de la estancia "LA UNION" de Peña desde donde José María se entendía con el gobierno del General Barlarcer, administrando los intereses de esta vasta región hasta que en 1835, electo nuevamente Rosas para ejercer el gobierno con facultades extraordinarias, consiguió que Don Rque Baudrix volviera a acompañarlo en su gestión gubernativa.
Posteriormente, en 1870 y en 1874 se designó nuevamente al Sr. Pena como juez de paz, máxima autoridad en la zona
Según el historiador Rafael Velázquez cuando estaba el Juzgado de Paz funcionando en esta estancia estuvo detenido Meliton Fierro
Las Estancias eran los primitivos poblamientos donde se desarrollaba exclusivamente la vida civilizada del lugar, ya que la creación de los pueblos fue muchas veces posterior al asentamiento de las estancias y tanto los aconteceres domésticos como económicos, militares, policiales, religiosos o políticos tenían lugar en el ámbito de estas. Así, por ejemplo, el Juzgado de Paz seguía el itinerario de la propiedad rural del Juez de turno, en cuya casa patronal era ley que flameara la bandera nacional sobre el escritorio oficial. Los Jueces de Paz como los alcaldes, cada uno en su jurisdicción, eran verdaderos señores feudales de la región donde actuaban, en la cual eran autoridad indiscutida y por lo mismo muchas veces arbitraria
Ya como parte del Partido del Tuyu "LA UNIÓN" continua como una de las estancias más conocidas y es de destacar que en el año 1876 don José María Peña cedió en su estancia un local donde funcionó la primera oficina del telégrafo en la zona.
Tenía en esos años, 6000 vacunos, 12000 yeguarizos, 11000 lanares.
El Sr. Peña, llamado a ejercer en Buenos Aires importantes funciones, siguió de cerca la explotación del campo hasta su fallecimiento.

## Religión
La ciudad pertenece a la diócesis de Mar del Plata de la Iglesia católica. Su parroquia es Sagrado Corazón de Jesús.